# Ledová kra

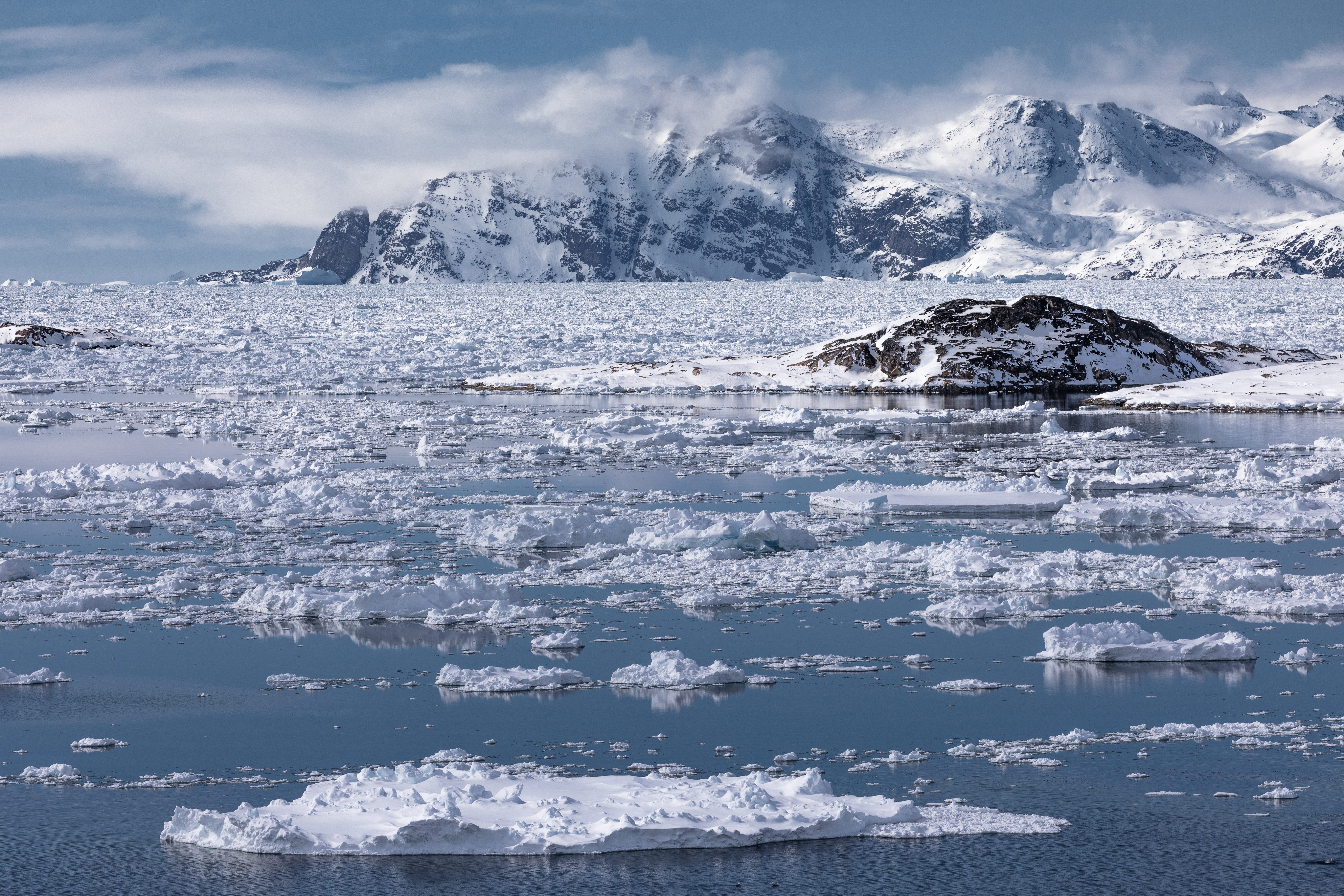
Ledové kry

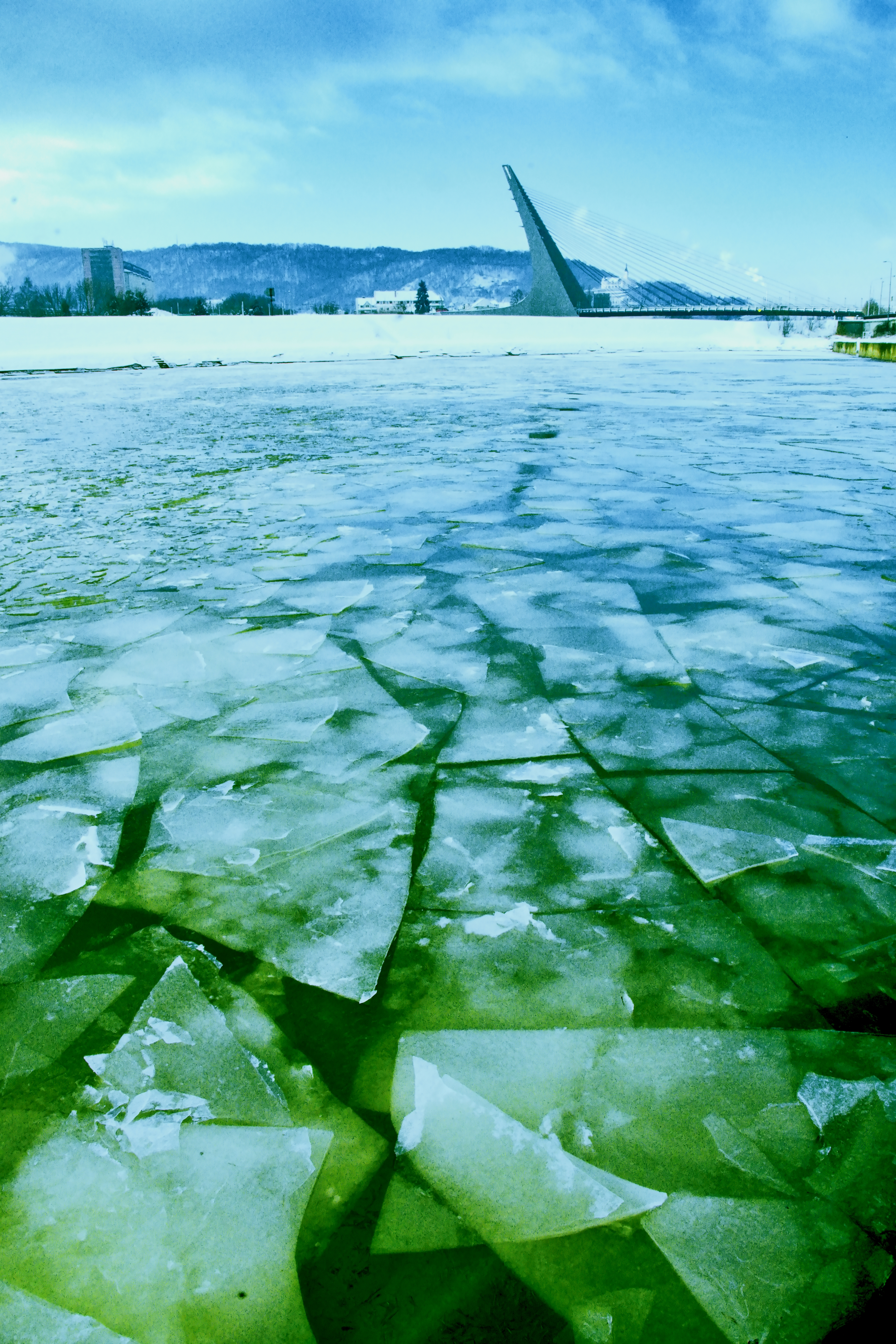
Kry na Labi v Ústí nad Labem, únor 2021

Kra je plochý kus ledu tloušťky max. několika metrů vzniklého mrznutím vody na hladině (např. mořský led). Není-li vyvržen na břeh, pohybuje se vlivem větru a proudů, např. mořských. Pokud se ledové kry spojí a společně vytvoří plochu (více než 70% pokrytí) nazývá se tento úkaz jako „pack ice“. Vítr a mořské proudy mohou kry nahromadit do několikametrové výšky.
České sousloví ledová kra je shodné s německým Eisscholle. Běžně se jím označují ledové desky na vnitrozemských vodách či vynesené rozlivem do jejich okolí (v hovorové češtině i bez adjektiva ledová; do geologického označení pro bloky pevnin je toto substantivum jen přeneseno). Anglický termín floe je znám až z průzkumů Arktidy od roku 1817. V odborné terminologii se užívá pro ledové plochy velikosti od 20 m výše. Pak člení na malé - od 20 m do 100 m, střední – od 100 m do 500 m, velké – od 500 m do 2000 m, rozsáhlé – od 2000 m do 10 000 m a gigantické nad 10 000 m. Menší plovoucí mořská kra se označují jako ice cake a při velikosti pod 2 m jako small ice cake, viz oddíl 4.3 v. Kry a pack ice se vyskytují zejména v polárních oblastech. Významně mění svou velikost dle ročního období a trend v jejich rozloze je projevem globální změny klimatu, kterou tento trend též významně ovlivňuje.
Přemísťování ledových ker může vyvinout obrovskou sílu, která může způsobit opravdu velké potíže . Může například oddělit lodní šroub od lodi nebo odnést i tak silnou konstrukci, jako je molo. Takové konstrukce být musí vyjímatelné z vody, aby nedošlo k jejich poškození. V poli ker mohou lodě uváznout.

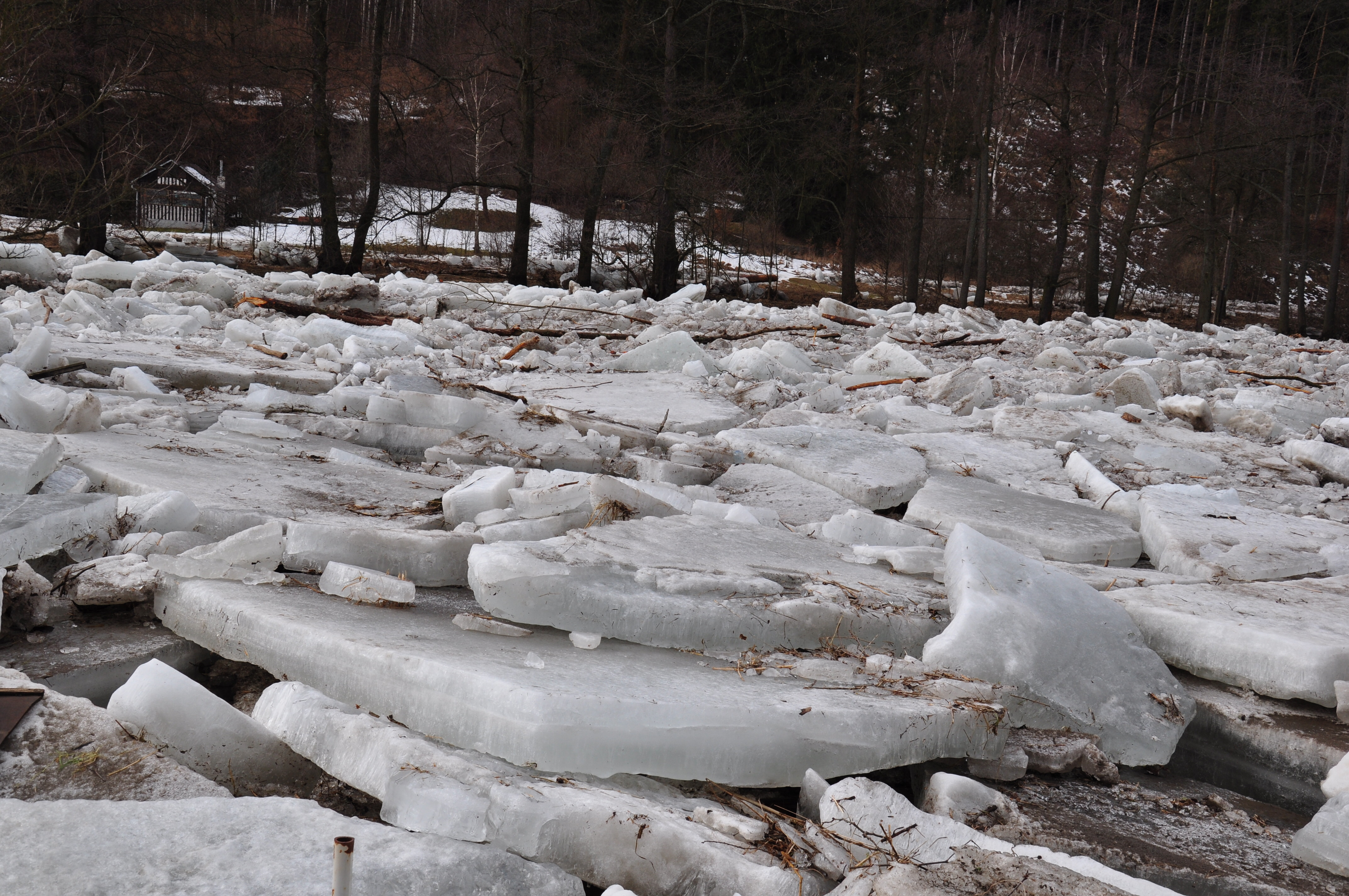
Kry v nivě u říčky Bobrůvky

Ve vnitrozemí ledové kry vznikají rozlámáním říčního ledu, jejich rozměr často nepřesahuje 1 m. Při tom může dojít k tzv. ledochodu, který může způsobit i záplavy, pokud se zarazí např. o most. O mapování ledochodů se stará vždy Povodí, na Moravě například Povodí Moravy. Na krách se ještě v 50. letech 20. století vozívaly na jaře odvážné děti. Na moři se tak občas „vezli“ i dospělí (viz např. verneovku Oceánem na kře ledové), putují tak i vědecké výpravy.
V dosavadním českém úzu se substantivum „kra“ leckdy užívalo i pro plovoucí kusy ledovcového ledu, které je lépe označovat jako icebergy (ledové hory). Nevznikly mrznutím mořské vody, ale odlamováním (telením) ledovců či šelfových ledovců. Ledovcový led vzniklý stlačením sněhu obsahuje bublinky vzduchu a má tedy nižší objemovou hmotnost než led vzniklý mrznutím kapalné vody. Icebergy mohou mít zpočátku též podobu ledových desek, ovšem tlouštěk desítek až stovek metrů. Menší kusy vzniklé telením či odtáté zbytky icebergů mohou mít složité tvary s vrcholkem vyčnívajícím nad hladinu („špička ledovce“), Na rozdíl od ker se mohou během tání překotit do nové stabilní polohy, cestovat se proto na takových nikoliv plochých tělesech bezpečně nedá, dokonce se nedoporučuje se k nim i přibližovat. Miniaturní (growlery) i větší icebergy mohou být fixované v mořském ledu, viz např. obr. 10.4.5 v .
Kry se nevyskytují osamoceně, ale vzhledem způsobu svého vzniku houfech. Dostanou-li se do nižších zeměpisných šířek s vyššími teplotami, ztenčují se a rozlehlé kry se vlnami rozlamují. Ve vodách, jejichž teplota je nad bodem mrazu, se nevyskytují. Naproti tomu mohutné icebergy mohou putovat i dál do oblastí teplejších vod, trvá dlouho, než roztají.
Srážka s icebergem, která promáčkla bok Titaniku, se ale odehrála v šířce 41°46′, v níž se onoho dubna výjimečně vyskytoval dle varování jiných lodí i mořský led. Publikace, která to detailně popisuje na str. 8 až 12, dobře vysvětluje i formy ledu na moři se vyskytující. Voda v oblasti srážky měla teplotu pod bodem mrazu, i když článek to uvádí hodnotou 31 stupňů „Celsia“ (záměna obou teplotních stupnic může být někdy nebezpečná, ač to zde čtenáře asi nezmate).